# Prieuré de Redon-Espic
Le prieuré Notre-Dame de Redon-Espic était un prieuré bénédictin dans le département de la Dordogne, en France.

## Localisation
Cet ancien prieuré est situé dans le département français de la Dordogne, dans l'ancienne commune de Castels, actuelle commune de Castels et Bézenac, sur le chemin rural aboutissant à la D 25.

## Historique
L'église faisait partie d'un ancien prieuré fondé au XIIe siècle. Les fouilles réalisées en 2006 ont permis de dater l'église du dernier quart du XIIe siècle. En l'absence de documents d'archives concernant la fondation du prieuré, une partie de son histoire peut être décrite à partir des archives de l'abbaye et de l'évêché de Sarlat. Plusieurs hypothèses ont été émises sur sa fondation à partir de documents épars. 
Son architecture avec un triplet au chevet a fait penser à une fondation grandmontaine. D'autres documents citent un prieuré de femmes. L'abbé Pierre Lespine a relevé dans un quidam des Archives nationales : « Marie (de Beynac) religieuse à Fontevrault qu'on croit fondatrice du prieuré de Redon Espic diocèse de Sarlat ». Vers 1870, Madame de Beaumont-Beynac cite une Marie de Beynac, religieuse à Fontevrault en 1537, mais aucune Marie de Beynac n'apparaît dans la liste des religieuses de Fontevrault à cette date.
Le prieuré de Redon-Espic n'apparaît pas dans les biens du monastère bénédictin de Sarlat dans les bulles papales de 1153 et 1170. Cependant, il est cité dans les possessions de l'évêché de Sarlat dans un document de 1327, peu après la création de l'évêché. Le premier évêque de Sarlat, Raymond d'Apremont de Roquecorne, a uni le prieuré de Redon Espic à l'office de prieur claustral de la cathédrale de Sarlat.
Le 27 juillet 1722, Antoine Saintclar, doyen de la cathédrale de Sarlat et prieur de Redon Espic, écrit que les bâtiments sont comme ruinés et l'église en mauvais état.
Aucune trace de vente du prieuré au moment de la Révolution n'a été trouvée dans les archives départementales. En 1814, le site appartient à Antoine ou Jean-Baptiste Chabanne. L'église est la propriété de la commune de Castels mais, pendant une longue période, elle a servi de bergerie. En 1856, la municipalité de Castels commence à se préoccuper de l'état de l'église qui est utilisée par M. Chabanne pour entreposer des fagots.
L'église a été restaurée en 2007 et sa toiture en 2017.
La chapelle ainsi que les vestiges du prieuré sont classés au titre des monuments historiques depuis le 2 décembre 1999.

## Architecture
L'église est à nef unique avec un chevet éclairé par un triplet. Elle est couverte de lauzes. L'église n'a pas été modifiée depuis sa fondation.